# Рудницкий, Василий Исаевич
Василий Исаевич Рудницкий (род. 22 июля 1936) — советский и белорусский тренер по греко-римской борьбе, заслуженный тренер БССР.

## Биография
Родился в 1936 году в Минске.
Мастер спорта СССР. Окончил Белорусский государственный Ордена Трудового Красного Знамени институт физической культуры. С 1984 по 1991 и с 1995 по 2004 заведующий кафедрой борьбы и тяжелой атлетики БГОИФК. Тренер сборной БССР с 1960 года. Участвовал в подготовке: Камандара Маджидова, Оганеса Арутюняна, Михаила Прокудина.  
Старший тренер сборной Индии (1991 – 1994).
Кандидат педагогических наук, автор методических пособий по классической борьбе.

## Награды и звания
- Мастер спорта СССР (1958)
- Заслуженный тренер БССР (1984)
- судья всесоюзной категории (1966)
- кандидат педагогических наук (1972)
- судья международной категории (1979)
- профессор (1979)